# 譚昌言
谭昌言（1571年—1625年），字圣俞，號凡同，浙江嘉兴县人。明朝政治人物。

## 生平
万历二十二年（1594年）甲午科浙江乡试解元，万历二十九年（1601年）辛丑科进士。大理寺觀政，初官直隶常熟县知县，有惠政。三十一年改婺源县知县，劈山开路，往来者号“谭公岭”。三十三年因丁父憂離任。三十五年起補直隸欒城縣知縣。三十八年入為南京兵部职方司主事，轉车驾司员外，四十一年升郎中，丁母艱。服闋，四十五年復補北兵部車駕郎中，時撫順既失，四路出師，昌言策其必敗，果如其言。四十六年任廣西鄉試主考官，四十七年出为福建提学參議。天启初，廣寧失，吏部尚書崔景榮以昌言知兵，擢任山东按察司副使、青登莱三州海防兵备、督饷監軍。天启四年（1624年）升任分巡登莱海防道參政。至則盡撤江淮客兵，安插遼民以萬計。登莱巡抚袁可立饬蓬莱县设宴招待朝鲜使团，谭昌言陪宴。毛文龍鎮東江，請得舉劾文吏，昌言揭爭非制，文龍憾之，乃造蜚語中司餉同知翟棟，棟被逮，昌言發憤嘔血卒，年五十五。崇禎元年，其子進士譚貞默訟其勤事而死，乃贈太僕寺卿并給祭葬。次子譚貞良以五經成進士死于閩。

## 家族
曾祖譚起鳳。祖譚可賢。父譚守範，贈福建提學參議。子谭贞默，進士，工部虞衡司主事；貞和，贡生；貞易，庠生；谭贞良，崇祯壬午舉人、进士；譚貞碩，天啓元年辛酉舉人；貞竑，庠生。

## 外部連結
- YouTube上的明朝官场现形记--婺源龙脉保卫战

| 前任： - | 婺源縣知縣 | 繼任： 金汝諧 |